# Cyrille Ferraton
Cyrille Ferraton est docteur en sciences économiques et maître de conférences à l'Université Paul Valéry de Montpellier III ainsi que professeur d'économie dans le cadre de la CPGE B/L du lycée Henri IV de Béziers. L'économie sociale et solidaire d'une part et l'économie institutionnaliste d'autre part font partie de ses principaux thèmes de recherche. Cyrille Ferraton s'est illustré également par sa participation à un programme de recherche européen en 2004-2005 sur la création d’emploi dans les services à la personne.

## Le droit de propriété à la fois vecteur de liberté et d’exploitation
Cyrille Ferraton, dans "La Propriété. Chacun pour soi", met en avant le caractère dual du droit de propriété dans le sens où il est le fondement de la liberté et des initiatives individuelles (puisque grâce à l'acquisition de terres, le paysan peut vivre libre) en même temps qu'il infère l'exploitation et l'exclusion, ce qui contribue à une "marchandisation de la société".

## Le capitalisme recherche la privatisation
La privatisation, notamment dans le domaine de l'immatériel, comme les brevets et les droits d'auteur, est encouragée par le système capitaliste.

## Cyrille Ferraton en faveur des activités «non appropriatives»
Pour concilier ces deux aspects, Cyrille Ferraton suggère de limiter la propriété, notamment dans le domaine intellectuel. Dans ce cadre, il approuve ainsi le "piratage des contenus culturels" et critique fortement la tentative de le pénaliser. Plus généralement, il préconise de favoriser le maintien ou la croissance d'activités, marchandes ou non marchandes, "non appropriatives" inspirées par d'autres fins que la recherche du profit, dans la lignée de Karl Polanyi. Il évoque par exemple les associations ouvrières du XIXe siècle qui correspondent à la "propriété sociale non étatique" qu'il appelle de ses vœux.

## L’économie solidaire issue de l’associationnisme duXIXesiècle
Pour Cyrille Ferraton, il y a des similitudes entre l’associationnisme de la société française au XIXe siècle et l'économie solidaire d'aujourd'hui qui repose sur le principe économique de réciprocité et sur la création d'espaces publics de proximité dédiés à des projets solidaires.cf : «Associations et coopératives. Une autre histoire économique ».

## Renouveau de l’économie sociale
Ferraton voit la mise en place des pratiques associatives ou coopératives comme le prolongement de l'économie sociale qui repose sur les échanges économiques "réciprocitaires" à l'origine de l'économie faternelle.